# Wąkrotka
Wąkrotka (Centella L.) – rodzaj roślin z rodziny selerowatych (Apiaceae). Obejmuje 51 gatunków. Większość z nich występuje w południowej Afryce, szerzej rozprzestrzeniony – na wszystkich kontynentach w strefie międzyzwrotnikowej jest wąkrotka azjatycka.
Wąkrotka azjatycka jest ważnym ziołem w tradycyjnej medycynie chińskiej i bywa także rośliną jadalną. Ma długą tradycję wykorzystywania w kosmetyce i ziołolecznictwie z bardzo szerokim spektrum zastosowań.

## Morfologia

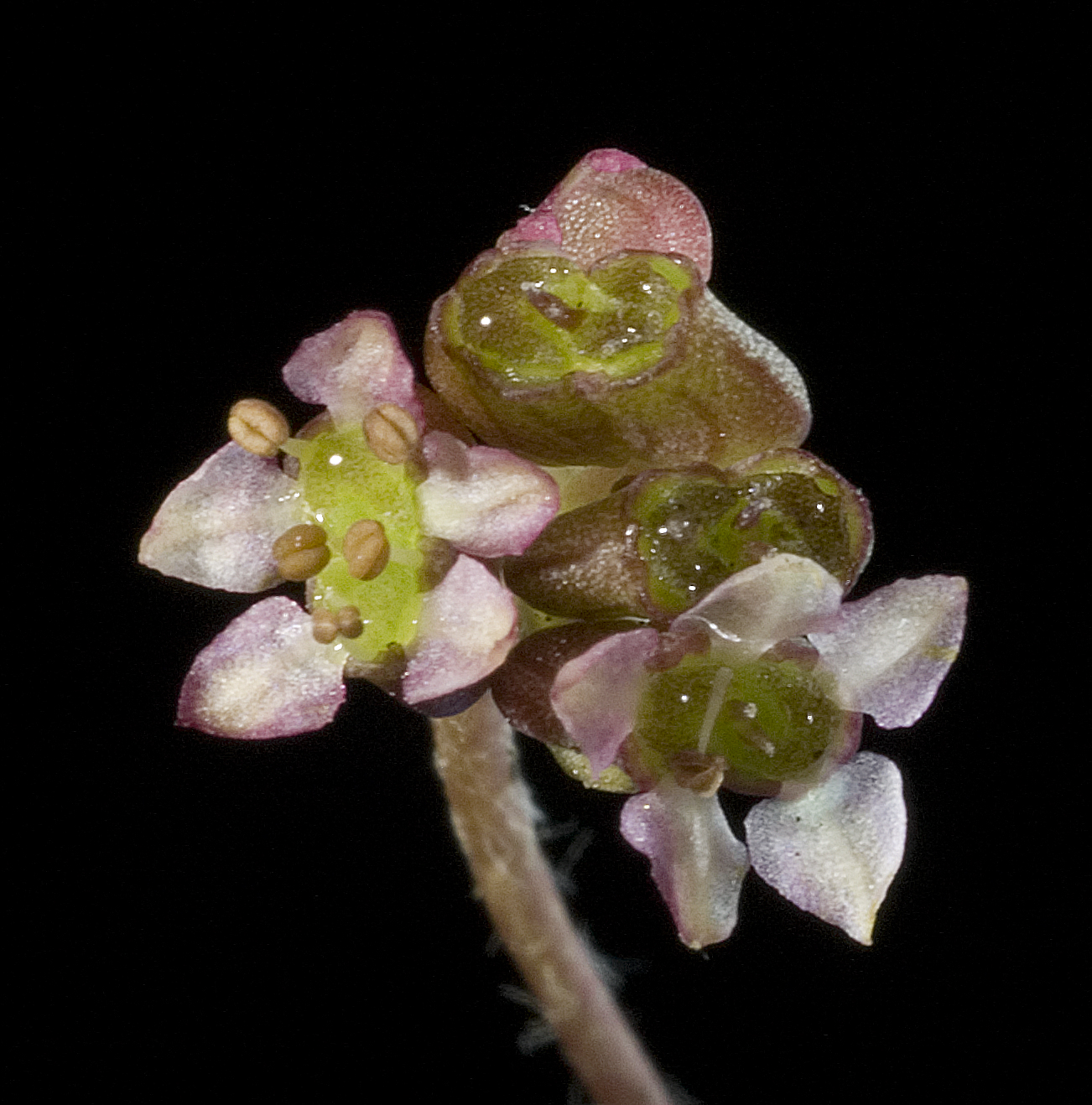
Kwiatostan wąkrotki azjatyckiej

PokrójNagie lub owłosione byliny, rzadziej rośliny roczne. Rośliny zielne o pędach płożących, korzeniących się w węzłach i drewniejące, o pędach wzniesionych i tęgich.
LiściePojedyncze, ogonkowe i siedzące, blaszka różnie wykształcona – od okrągłej do szpilkowatej.
KwiatyZebrane w niewielkie baldachy z nielicznymi pokrywami i promieniami zakończonymi pojedynczymi kwiatami lub drobnymi baldaszkami składającymi się z kilku kwiatów. Zwykle w obrębie baldaszka tylko w środku rozwija się kwiat obupłciowy, pozostałe są tylko pręcikowe, rzadziej wszystkie kwiaty są obupłciowe. Kielich zredukowany do pierścienia. Płatki korony białe, żółte lub fioletowe. Słupek zwykle długi i wystający nad koronę, rzadziej krótki.
OwoceNagie lub owłosione, okrągłe lub nerkowate rozłupnie, silnie spłaszczone bocznie.

## Systematyka
Wykaz gatunków
- Centella affinis (Eckl. & Zeyh.) Adamson
- Centella annua M.Schub. & B.-E.van Wyk
- Centella asiatica (L.) Urb. – wąkrotka azjatycka
- Centella brachycarpa M.Schub. & B.-E.van Wyk
- Centella caespitosa Adamson
- Centella calcaria M.Schub. & B.-E.van Wyk
- Centella callioda (Cham. & Schltdl.) Drude
- Centella capensis (L.) Domin
- Centella cochlearia (Domin) Adamson
- Centella comptonii Adamson
- Centella cordifolia (Hook.f.) Nannf.
- Centella cryptocarpa M.T.R.Schub. & B.-E.van Wyk
- Centella debilis (Eckl. & Zeyh.) Drude
- Centella dentata Adamson
- Centella didymocarpa Adamson
- Centella difformis (Eckl. & Zeyh.) Adamson
- Centella dolichocarpa M.Schub. & B.-E.van Wyk
- Centella erecta (L.f.) Fernald
- Centella eriantha (A.Rich.) Drude
- Centella flexuosa (Eckl. & Zeyh.) Drude
- Centella fourcadei Adamson
- Centella fusca (Eckl. & Zeyh.) Adamson
- Centella glabrata L.
- Centella glauca M.Schub. & B.-E.van Wyk
- Centella graminifolia Adamson
- Centella gymnocarpa M.T.R.Schub. & B.-E.van Wyk
- Centella laevis Adamson
- Centella lanata Compton
- Centella lasiophylla Adamson
- Centella linifolia (L.f.) Drude
- Centella longifolia (Adamson) M.T.R.Schub. & B.-E.van Wyk
- Centella macrocarpa (A.Rich.) Adamson
- Centella macrodus (Spreng.) B.L.Burtt
- Centella montana (Cham. & Schltdl.) Domin
- Centella obtriangularis Cannon
- Centella pilosa M.Schub. & B.-E.van Wyk
- Centella pottebergensis Adamson
- Centella recticarpa Adamson
- Centella restioides Adamson
- Centella rupestris (Eckl. & Zeyh.) Adamson
- Centella scabra Adamson
- Centella sessilis Adamson
- Centella stenophylla Adamson
- Centella stipitata Adamson
- Centella ternata M.Schub. & B.-E.van Wyk
- Centella thesioides M.Schub. & B.-E.van Wyk
- Centella tridentata (L.f.) Drude ex Domin
- Centella triloba (Thunb.) Drude
- Centella umbellata M.Schub. & B.-E.van Wyk
- Centella villosa L.
- Centella virgata (L.f.) Drude